# Eduard Rădăslăvescu
Eduard Gabriel Radaslavescu (n. 2004, Orșova, Mehedinți, România) este un fotbalist român, care joacă pe post de mijlocaș la FCV Farul Constanța în SuperLiga României. Pe plan internațional, are prezențe la națională pentru România Sub-19.

## Cariera de club
Rădăslăvescu a debutat în Liga I cu Farul Constanța pe 17 octombrie 2021, într-o înfrângere cu 1–2 în deplasare cu FC Argeș. Pe 9 aprilie 2022, el a marcat primul gol din cariera sa de senior într-o victorie cu 2-0 în Liga I împotriva aceluiași adversar.
Pe 5 august 2022, Rădăslăvescu a fost transferat de FCSB din Liga I.
Acesta a câștigat cu FCSB SuperLiga României 2023-2024 și Supercupa României 2024. 
El s-a transferat in vara anului 2024 înapoi la clubul FCV Farul Constanța

### Club
La 9 aprilie 2023.
| Club            | Sezon         | Ligă          | Ligă    | Ligă   | Cupa Nationala | Cupa Nationala | Continental | Continental | Alte    | Alte   | Total   | Total  |
| Club            | Sezon         | Campionat     | Meciuri | Goluri | Meciuri        | Goluri         | Meciuri     | Goluri      | Meciuri | Goluri | Meciuri | Goluri |
| --------------- | ------------- | ------------- | ------- | ------ | -------------- | -------------- | ----------- | ----------- | ------- | ------ | ------- | ------ |
| Farul Constanța | 2021–22       | Liga I        | 24      | 1      | 1              | 0              | —           | —           | —       | —      | 25      | 1      |
| Farul Constanța | 2022–23       | Liga I        | 1       | 0      | —              | —              | —           | —           | —       | —      | 1       | 0      |
| Farul Constanța | Total         | Total         | 25      | 1      | 1              | 0              | —           | —           | —       | —      | 26      | 1      |
| FCSB            | 2022–23       | Liga I        | 13      | 1      | 2              | 1              | 5           | 0           | —       | —      | 20      | 2      |
| Total cariera   | Total cariera | Total cariera | 38      | 2      | 3              | 1              | 5           | 0           | —       | —      | 46      | 3      |